# Гедеон (Покровський)
Єпископ Гедеон (в миру Геннадій Петрович Покровський; 1844 рік, Болховський повіт, Орловська губернія — 1922 рік) — єпископ Російської православної церкви, богослов, місіонер, педагог. Єпископ Владикавказький і Моздокскій.

## Біографія
Народився у 1844 році в родині псаломщика Орловської єпархії.
У 1869 році закінчив Орловську духовну семінарію зі званням студента.
13 лютого 1872 року висвячений на священника до Преображенської соборної церкви міста Болохва Орловської єпархії.
Овдовівши у 1874 році вступив в число братії Мещовського монастиря Калузької єпархії. 7 квітня 1875 року пострижений в чернецтво.
1 вересня 1881 року вступив в Київську духовну академію.
Після закінчення 4-го курсу Київської духовної академії зі ступенем кандидата богослов'я 1 вересня 1884 року відправлений у Японську духовну місію і призначений викладачем Священного Писання і морального богослов'я в Токійській духовної семінарії.
11 грудня 1885 року через хворобливий стан звільнений від служби при Місії та зарахований до братії Болховського Троїцького монастиря «Оптина пустинь».
З 27 березня 1887 року — викладач Казанської духовної семінарії з основного, догматичного і морального богослов'я.
З 30 січня 1888 року — наглядач Холмського духовного училища.
23 серпня 1888 року захистив дисертацію на тему: «Археологія і символіка старозавітних жертв» і отримав ступінь магістра богослов'я.
1 січня 1889 року возведений у сан архімандрита і 20 вересня того ж року призначений ректором Холмської духовної семінарії.
4 грудня 1891 року архімандриту Гедеону наказано бути єпископом Люблінським, вікарієм Холмсько-Варшавської єпархії. 12 січня 1892 року в Олександро-Невській лаврі хіротонізований на єпископа Люблінського.
22 грудня 1896 року звільнений на спокій.
З 6 листопада 1899 року — єпископ Прилуцький, вікарій Полтавської єпархії. Прибув до Полтави 28 листопада.
З 12 серпня 1904 року — єпископ Владикавказький і Моздокскій.
16 вересня 1908 року звільнений на спокій, відповідно до прохання, через хворобу, з місцеперебуванням на подвір'ї Второ-Афонського Успенського монастиря в П'ятигорську.
24 січня 1909 року переміщений в Лубенський Мгарський Спасо-Преображенський монастир Полтавської єпархії.
Помер в 1922 році.

## Твори
- «Археологія і символіка старозавітних жертв», Магістерська дисертація, Казань, 1888.
- «Преосвященний Миколай — начальник православної російської місії в Японії: [Мова преосвящ. Гедеона, єп. Прилуцького]». Полтава, 1900
- «Мої вибрані спогади», «Керманич» 1913 № 26-37, 39.